# Relations entre l'Inde et Maurice
Les relations entre l'Inde et Maurice sont les relations bilatérales de la république de l'Inde et de la république de Maurice. Les connexions entre l'Inde et l'île Maurice remontent à 1730, les relations diplomatiques ont été établies en 1948, avant que Maurice ne devienne un État indépendant. Les affinités culturelles et les longs liens historiques entre les deux nations ont contribué à l'établissement de relations fortes et cordiales entre les deux nations. Plus de 68% de la population mauricienne est d'origine indienne, plus communément appelée Indo-Mauriciens. L'Inde et Maurice coopèrent dans la lutte contre la piraterie, qui est devenue une menace majeure dans la région de l'océan Indien, et Maurice soutient la position de l'Inde contre le terrorisme.

## Histoire
Les relations entre Maurice et l'Inde remontent au début des années 1730, lorsque des artisans ont été amenés de Pondichéry et du Tamil Nadu. Les relations diplomatiques entre les deux pays ont été établies en 1948. Maurice a maintenu des contacts avec l'Inde à travers les occupations successives des Pays-Bas, de la France et de la Grande-Bretagne. À partir des années 1820, des travailleurs indiens "ont commencé à venir"? à Maurice pour travailler dans les plantations de sucre. À partir de 1834, lorsque l'esclavage a été aboli par le Parlement britannique, un grand nombre de travailleurs indiens ont commencé à être amenés à Maurice en tant que travailleurs sous contrat. Le 2 novembre 1834, le navire « Atlas » a accosté à Maurice, transportant le premier lot de travailleurs indiens sous contrat. Ce jour est désormais célébré à Maurice comme « Aapravasi Day ». En tout, on estime qu'environ un demi-million de travailleurs indiens sous contrat ont été amenés à Maurice entre 1834 et les premières décennies du XXe siècle, dont environ deux tiers se sont installés de façon permanente. Ils ont été embarqués à l'Aapravasi Ghat de Port Louis, le site faisant effectivement office de garant de la sécurité de l'île et jouant un rôle dans la sécurité mauricienne qu'un rapport américain a qualifié de « subordination volontaire de l'île Maurice à l'Inde »,. Un tournant décisif dans les relations a eu lieu en 1983, lorsque l'Inde est arrivée au point d'intervenir militairement à Maurice dans l'opération Lal Dora pour s'assurer qu'elle reste sur l'orbite stratégique de l'Inde. En 2015, le Premier ministre indien a signé un accord pour mettre en place huit stations radar de surveillance côtière contrôlées par l'Inde.